# Superpuchar Rumunii w piłce siatkowej mężczyzn (2024)
Superpuchar Rumunii w piłce siatkowej mężczyzn 2024 – mecz o siatkarski Superpuchar Rumunii zorganizowany przez Rumuński Związek Piłki Siatkowej (rum. Federația Română de Volei, FRVolei), rozegrany 29 września 2024 roku w wielofunkcyjnej hali sportowej (rum. Sală Polivalentă) w Bukareszcie.
W meczu o superpuchar uczestniczyli: mistrz Rumunii w sezonie 2023/2024 – Corona Brașov oraz zdobywca Pucharu Rumunii w tym samym sezonie – Rapid Bukareszt.
Po raz pierwszy Superpuchar Rumunii zdobył Rapid Bukareszt. Najlepszym zawodnikiem spotkania został wybrany Brazylijczyk Wagner da Silva.
Przed meczem o superpuchar mężczyzn odbyło się spotkanie o superpuchar kobiet, w którym CSO Voluntari pokonał w trzech setach CSM Târgoviște.

## Drużyny uczestniczące
W meczu o Superpuchar Rumunii 2024 uczestniczyli: mistrz Rumunii w sezonie 2023/2024 – Corona Brașov oraz zdobywca Pucharu Rumunii w tym samym sezonie – Rapid Bukareszt.
| Drużyna            | Osiągnięcia w sezonie 2023/2024 |
| ------------------ | ------------------------------- |
| CSM Corona Brașov  | mistrzostwo Rumunii             |
| CS Rapid Bukareszt | zdobycie Pucharu Rumunii        |
| Źródło:            |                                 |

## Mecz
29 września 2024 – 19:00 (UTC+3) • Sala Polivalentă, Bukareszt
Widzów: 800
Czas trwania meczu: 141 minut
Sędziowie: Bogdan Stoica i Lucian Năstase
| Corona Brașov        | 1:3                          | Rapid Bukareszt        |
| Ewoud Gommans 17 pkt | (20:25, 28:30, 25:22, 21:25) | Wagner da Silva 23 pkt |

| Poz.                 | Nr | Zawodnik            | 1           | 2          | 3          | 4           | 5 | Pkt |
| -------------------- | -- | ------------------- | ----------- | ---------- | ---------- | ----------- | - | --- |
| A                    | 1  | Augusto Colito      | 6 trzy      | 5 dwa      | 6 trzy     | 20 zmiana11 |   | 12  |
| P                    | 6  | Ewoud Gommans       | 4 jeden     | 6 trzy     | 7 cztery   | 6 trzy      |   | 17  |
| R                    | 7  | Murilo Radke        | 9 sześć     |            |            | 4 pusty     |   |     |
| Ś                    | 10 | Tudor Magdaș        | 5 dwa       | 4 jeden    | 5 dwa      | 4 jeden     |   | 13  |
| Ś                    | 14 | Ștefan Lupu         | 8 pięć      | 7 cztery   | 8 pięć     | 7 cztery    |   | 16  |
| P                    | 20 | Dušan Stojsavljević | 7 cztery    |            |            | 4 pusty     |   | 1   |
| L                    | 17 | Vlad Kantor         | L           | L          | L          | L           |   |     |
| Zmiany               |    |                     |             |            |            |             |   |     |
| A                    | 11 | Andriej Mielnikow   | 10 zmiana1  |            | 10 zmiana1 | 5 dwa       |   | 2   |
| Ś                    | 12 | Beau Graham         |             | 10 zmiana1 |            | 4 pusty     |   |     |
| R                    | 16 | Federico Arquez     | 16 zmiana7  | 8 pięć     | 9 sześć    | 8 pięć      |   | 3   |
| P                    | 24 | Davide Kovač        | 29 zmiana20 | 9 sześć    | 4 jeden    | 9 sześć     |   | 15  |
| L                    | 4  | Ioan Băcilă         |             |            |            | 4 pusty     |   |     |
| Nie weszli na boisko |    |                     |             |            |            |             |   |     |
| Ś                    | 18 | Andrei Laza         |             |            |            | 4 pusty     |   |     |
| P                    | 19 | Filip Kovačević     |             |            |            | 4 pusty     |   |     |
| Trener               |    |                     |             |            |            |             |   |     |
| Laurențiu Lică       |    |                     |             |            |            |             |   |     |

| Poz.                 | Nr | Zawodnik          | 1        | 2        | 3        | 4           | 5 | Pkt |
| -------------------- | -- | ----------------- | -------- | -------- | -------- | ----------- | - | --- |
| P                    | 4  | Coltyn Liu        | 4 jeden  | 4 jeden  | 4 jeden  | 4 jeden     |   | 10  |
| Ś                    | 7  | Sebastian Micu    | 8 pięć   | 8 pięć   | 8 pięć   | 8 pięć      |   | 10  |
| A                    | 10 | Wagner da Silva   | 6 trzy   | 6 trzy   | 6 trzy   | 6 trzy      |   | 23  |
| R                    | 13 | Cameron Keen      | 9 sześć  | 9 sześć  | 9 sześć  | 9 sześć     |   | 4   |
| Ś                    | 14 | Codrin Mocanu     | 5 dwa    | 5 dwa    | 5 dwa    | 5 dwa       |   | 15  |
| P                    | 12 | Sa’id Aghadżani   | 7 cztery | 7 cztery | 7 cztery | 7 cztery    |   | 10  |
| L                    | 9  | Pierre Bouleau    | L        | L        | L        | L           |   |     |
| Zmiany               |    |                   |          |          |          |             |   |     |
| A                    | 5  | David Țăranu      |          |          |          | 22 zmiana13 |   |     |
| Nie weszli na boisko |    |                   |          |          |          |             |   |     |
| R                    | 1  | Ionuț Teleleu     |          |          |          | 4 pusty     |   |     |
| R                    | 2  | Petru Radu        |          |          |          | 4 pusty     |   |     |
| P                    | 3  | Ionuț Rebrișorean |          |          |          | 4 pusty     |   |     |
| P                    | 8  | Tudor Matanie     |          |          |          | 4 pusty     |   |     |
| Ś                    | 11 | Arthur Sueur      |          |          |          | 4 pusty     |   |     |
| L                    | 17 | Marian Ciubotaru  |          |          |          | 4 pusty     |   |     |
| Trener               |    |                   |          |          |          |             |   |     |
| Cristian Chițigoi    |    |                   |          |          |          |             |   |     |

| Legenda:                                                                                                |                               |
| A – atakujący L – libero P – przyjmujący                                                                | R – rozgrywający Ś – środkowy |
| - – strefa, w której zawodnik rozpoczął danego seta – numer zawodnika, którego zastąpił wchodzący gracz |                               |

## Ustawienie wyjściowe drużyn
| Wyjściowe ustawienie w 1. secie                                                        |
| -------------------------------------------------------------------------------------- |
| Gommans Magdaș Colito Stojsavljević Lupu Radke Liu Mocanu da Silva Aghadżani Micu Keen |

| Wyjściowe ustawienie w 2. secie                                                 |
| ------------------------------------------------------------------------------- |
| Magdaș Colito Gommans Lupu Arquez Kovač Liu Mocanu da Silva Aghadżani Micu Keen |

| Wyjściowe ustawienie w 3. secie                                                 |
| ------------------------------------------------------------------------------- |
| Kovač Magdaș Colito Gommans Lupu Arquez Liu Mocanu da Silva Aghadżani Micu Keen |

| Wyjściowe ustawienie w 4. secie                                                    |
| ---------------------------------------------------------------------------------- |
| Magdaș Mielnikow Gommans Lupu Arquez Kovač Liu Mocanu da Silva Aghadżani Micu Keen |

Źródło: 

## Przebieg meczu

### Rozkład punktów
| COR | RAP |
| --- | --- |
| 1   | 0   |
| 1   | 1   |
| 2   | 1   |
| 2   | 2   |
| 2   | 3   |
| 3   | 3   |
| 3   | 4   |
| 3   | 5   |
| 4   | 5   |
| 4   | 6   |
| 4   | 7   |
| 5   | 7   |
| 5   | 8   |
| 6   | 8   |
| 6   | 9   |
| 7   | 9   |
| 7   | 10  |
| 8   | 10  |
| 8   | 11  |
| 8   | 12  |
| 8   | 13  |
| 9   | 13  |
| 9   | 14  |
| 10  | 14  |
| 10  | 15  |
| 11  | 15  |
| 11  | 16  |
| 11  | 17  |
| 12  | 17  |
| 13  | 17  |
| 13  | 18  |
| 13  | 19  |
| 13  | 20  |
| 14  | 20  |
| 15  | 20  |
| 15  | 21  |
| 15  | 22  |
| 16  | 22  |
| 16  | 23  |
| 17  | 23  |
| 17  | 24  |
| 18  | 24  |
| 19  | 24  |
| 20  | 24  |
| 20  | 25  |

| COR | RAP |
| --- | --- |
| 0   | 1   |
| 0   | 2   |
| 1   | 2   |
| 1   | 3   |
| 2   | 3   |
| 2   | 4   |
| 3   | 4   |
| 3   | 5   |
| 4   | 5   |
| 5   | 5   |
| 6   | 5   |
| 6   | 6   |
| 6   | 7   |
| 7   | 7   |
| 7   | 8   |
| 7   | 9   |
| 8   | 9   |
| 9   | 9   |
| 10  | 9   |
| 11  | 9   |
| 11  | 10  |
| 12  | 10  |
| 12  | 11  |
| 12  | 12  |
| 13  | 12  |
| 13  | 13  |
| 13  | 14  |
| 13  | 15  |
| 14  | 15  |
| 15  | 15  |
| 15  | 16  |
| 16  | 16  |
| 17  | 16  |
| 18  | 16  |
| 18  | 17  |
| 18  | 18  |
| 19  | 18  |
| 19  | 19  |
| 20  | 19  |
| 21  | 19  |
| 21  | 20  |
| 22  | 20  |
| 22  | 21  |
| 23  | 21  |
| 23  | 22  |
| 23  | 23  |
| 24  | 23  |
| 24  | 24  |
| 25  | 24  |
| 25  | 25  |
| 26  | 25  |
| 26  | 26  |
| 27  | 26  |
| 27  | 27  |
| 27  | 28  |
| 28  | 28  |
| 28  | 29  |
| 28  | 30  |

| COR | RAP |
| --- | --- |
| 1   | 0   |
| 1   | 1   |
| 1   | 2   |
| 2   | 2   |
| 3   | 2   |
| 3   | 3   |
| 3   | 4   |
| 4   | 4   |
| 5   | 4   |
| 5   | 5   |
| 6   | 5   |
| 6   | 6   |
| 7   | 6   |
| 8   | 6   |
| 8   | 7   |
| 8   | 8   |
| 9   | 8   |
| 9   | 9   |
| 9   | 10  |
| 10  | 10  |
| 11  | 10  |
| 11  | 11  |
| 11  | 12  |
| 11  | 13  |
| 12  | 13  |
| 13  | 13  |
| 14  | 13  |
| 14  | 14  |
| 15  | 14  |
| 15  | 15  |
| 15  | 16  |
| 16  | 16  |
| 17  | 16  |
| 18  | 16  |
| 18  | 17  |
| 18  | 18  |
| 18  | 19  |
| 19  | 19  |
| 20  | 19  |
| 20  | 20  |
| 21  | 20  |
| 22  | 20  |
| 23  | 20  |
| 23  | 21  |
| 24  | 21  |
| 24  | 22  |
| 25  | 22  |

| COR | RAP |
| --- | --- |
| 0   | 1   |
| 1   | 1   |
| 2   | 1   |
| 2   | 2   |
| 2   | 3   |
| 2   | 4   |
| 3   | 4   |
| 4   | 4   |
| 5   | 4   |
| 5   | 5   |
| 6   | 5   |
| 6   | 6   |
| 7   | 6   |
| 8   | 6   |
| 8   | 7   |
| 8   | 8   |
| 8   | 9   |
| 9   | 9   |
| 9   | 10  |
| 10  | 10  |
| 10  | 11  |
| 11  | 11  |
| 11  | 12  |
| 12  | 12  |
| 12  | 13  |
| 13  | 13  |
| 13  | 14  |
| 14  | 14  |
| 14  | 15  |
| 15  | 15  |
| 15  | 16  |
| 15  | 17  |
| 16  | 17  |
| 16  | 18  |
| 17  | 18  |
| 18  | 18  |
| 18  | 19  |
| 19  | 19  |
| 19  | 20  |
| 20  | 20  |
| 20  | 21  |
| 20  | 22  |
| 20  | 23  |
| 20  | 24  |
| 21  | 24  |
| 21  | 25  |

Źródło: 

### Zmiany i przerwy
| Corona Brașov | Corona Brașov | Corona Brașov | Corona Brașov | Corona Brașov | Rapid Bukareszt | Rapid Bukareszt | Rapid Bukareszt | Rapid Bukareszt | Rapid Bukareszt |
| Wynik         | Out           | Out           | In            | In            | Wynik           | Out             | Out             | In              | In              |
| ------------- | ------------- | ------------- | ------------- | ------------- | --------------- | --------------- | --------------- | --------------- | --------------- |
| SET 1         |               |               |               |               |                 |                 |                 |                 |                 |
| 2:3           | 7             | Radke         | 16            | Arquez        | brak zmian      | brak zmian      | brak zmian      | brak zmian      | brak zmian      |
| 8:13          | 1             | Colito        | 11            | Mielnikow     | brak zmian      | brak zmian      | brak zmian      | brak zmian      | brak zmian      |
| 13:19         | 20            | Stojsavljević | 24            | Kovač         | brak zmian      | brak zmian      | brak zmian      | brak zmian      | brak zmian      |
| SET 2         |               |               |               |               |                 |                 |                 |                 |                 |
| 22:20         | 1             | Colito        | 12            | Graham        | brak zmian      | brak zmian      | brak zmian      | brak zmian      | brak zmian      |
| 22:21         | 12            | Graham        | 1             | Colito        | brak zmian      | brak zmian      | brak zmian      | brak zmian      | brak zmian      |
| SET 3         |               |               |               |               |                 |                 |                 |                 |                 |
| 11:12         | 1             | Colito        | 11            | Mielnikow     | brak zmian      | brak zmian      | brak zmian      | brak zmian      | brak zmian      |
| SET 4         |               |               |               |               |                 |                 |                 |                 |                 |
| 16:17         | 11            | Mielnikow     | 1             | Colito        | 13:14           | 13              | Keen            | 5               | Țăranu          |
|               |               |               |               |               | 14:14           | 5               | Țăranu          | 13              | Keen            |

| Przerwa   | COR   | RAP   |
| --------- | ----- | ----- |
| SET 1     |       |       |
| Przerwa 1 | 8:12  | 20:24 |
| Przerwa 2 | 11:17 |       |
| SET 2     |       |       |
| Przerwa 1 | 13:15 | 6:5   |
| Przerwa 2 | 27:28 | 21:19 |
| SET 3     |       |       |
| Przerwa 1 | 11:13 | 18:16 |
| Przerwa 2 | 18:19 | 22:20 |
| SET 4     |       |       |
| Przerwa 1 | 19:20 | 21:24 |
| Przerwa 2 | 20:23 |       |

Źródło: 